# Barberia affinitella
Barberia affinitella är en fjärilsart som beskrevs av Dyar 1905. Barberia affinitella ingår i släktet Barberia och familjen mott. Inga underarter finns listade i Catalogue of Life.